# VI (album)
VI is het vijfde album van de hardcore punk band Circle Jerks, en is uitgegeven in 1987. Het was de laatste uitgave van de band voor de 5 jaar durende split van 1989 tot 1994. Het is oorspronkelijk uitgegeven door Combat Records, en is in februari 2016 heruitgegeven op cd. 
De muziek op het album heeft een andere stijl dan de vroegere albums van de band. Het neigt meer naar heavy metal en grunge, en daarmee verlaat de band gedeeltelijk haar punkroots.

## Nummers
1. "Beat Me Senseless" (Greg Hetson, Keith Clark, Keith Morris) – 1:57
2. "Patty's Killing Mel" (Zander Schloss) – 2:05
3. "Casualty Vampire" (Hetson, Clark, Morris, Schloss) – 2:36
4. "Tell Me Why" (Hetson, Morris, Schloss) – 3:18
5. "Protection" (Clark, Morris, Schloss) – 1:45
6. "I'm Alive" (Clark, Morris, Schloss) – 2:37
7. "Status Clinger" (Clark, Schloss) – 2:43
8. "Living" (Darren Lipscomb, Clark, Schloss) – 2:29
9. "American Way" (Clark, Schloss) – 1:44
10. "Fortunate Son" (John Fogerty) – 2:02
11. "Love Kills" (Clark, Morris, Schloss) – 2:33
12. "All Wound Up" (Hetson, Morris, Schloss) – 1:32
13. "I Don't" (Hetson, Schloss) – 2:00

Noot: tussen haakjes staat de tekstschrijver.
Keith Morris · Greg Hetson · Zander Schloss · Keith Fitzgerald
Oud-leden: Roger Rogerson · Lucky Lehrer · Chuck Biscuits · Earl Liberty · Keith Clark
Studioalbums: Group Sex (1980) · Wild in the Streets (1982) · Golden Shower of Hits (1983) · Wonderful (1985) · VI (1987) · Oddities, Abnormalities and Curiosities (1995)

Overige albums: Group Sex/Wild in the Streets (1986, compilatie) · Gig (1992, live)